# Quý Dương
Xem các mục từ khác cùng tên tại Quý Dương (định hướng)

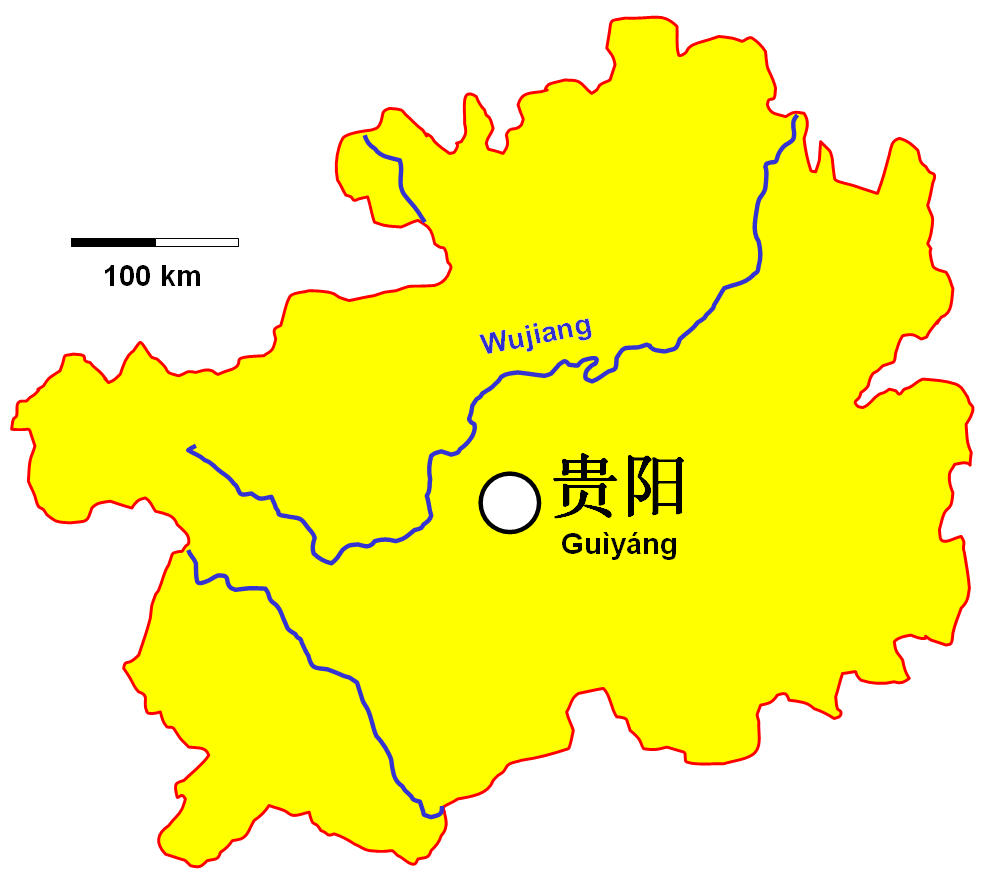
Vị trí của Quý Dương ở tỉnh Quý Châu

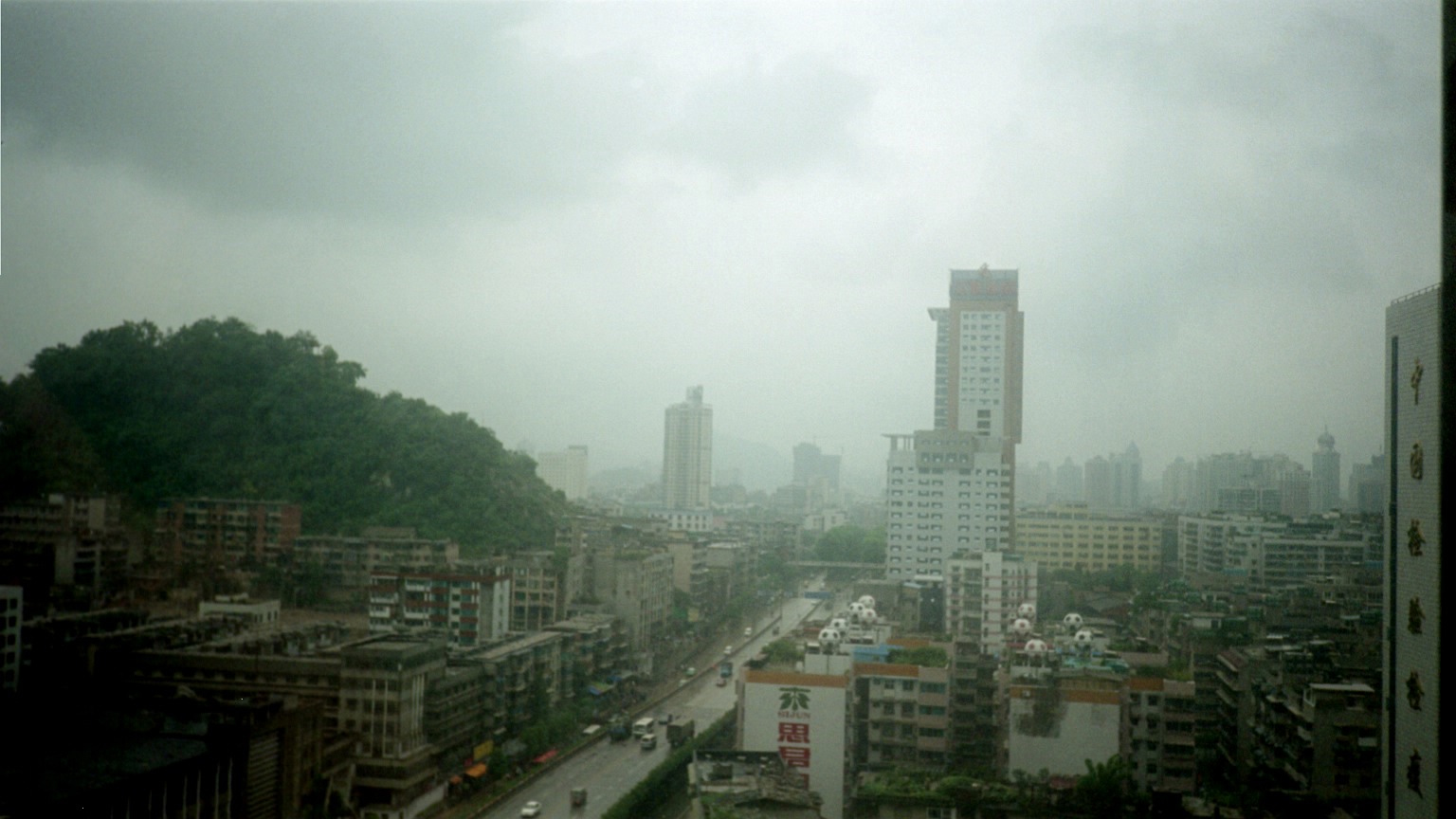
Cảnh quan Quý Dương

Quý Dương (giản thể: 贵阳, phồn thể: 貴陽, bính âm: Guìyáng) là thành phố tỉnh lỵ tỉnh Quý Châu của Trung Quốc.

## Vị trí
Quý Dương nằm ở trung tâm tỉnh Quý Châu, đông cao nguyên Vân Quý của Trung Quốc, bờ bắc sông Nam Minh - một nhánh của sông Ô Giang.

## Khí hậu
Quý Dương có khi hậu gió mùa bán nhiệt đới, không có 4 mùa rõ rệt, không có mùa đông lạnh lẽo và mùa hè nóng, khí hậu ôn hòa và ẩm.

## Lịch sử
Thành phố được xây dựng năm 1283 sau Công Nguyên vào thời nhà Nguyên với tên gọi ban đầu là Thuận Nguyên (順元), có nghĩa là tuân theo nhà Nguyên (của Đế quốc Mông Cổ).

## Hành chính
Quý Dương chia thành 10 đơn vị hành chính cấp huyện, bao gồm 6 quận, 1 thành phố cấp huyện và 3 huyện trực thuộc.
- Quận: Nam Minh (南明区), Vân Nham (云岩区), Hoa Khê (花溪区), Ô Đang (乌当区), Bạch Vân (白云区), Quan Sơn Hồ (观山湖区).
- Thành phố cấp huyện: Thanh Trấn (清镇市)
- Huyện: Khai Dương (开阳县), Tức Phong (息烽县), Tu Văn (修文县)

## Kinh tế
Quý Dương là trung tâm kinh tế và thương mại của tỉnh Quý Châu. GDP đầu người năm 2003 là ¥11728 (tương đương US$1420) xếp thứ 206/659 thành phố Trung Quốc.

## Dân số
Quý Dương là nơi sinh sống của 23 dân tộc thiểu số Trung Quốc (trong dó dân tộc Miêu đông dân nhất), cùng với dân tộc người Hán.
Năm 2000, dân số của Quý Dương là 848.166 người, dân số của vùng đô thị Đại Quý Dương là 3,32 triệu người  Lưu trữ ngày 23 tháng 12 năm 2006 tại Wayback Machine.

## Văn hóa

### Đại học
- Đại học Quý Dương